# بوريليا أندرسونية
بوريليا أندرسونية (بالإنجليزية: Borrelia andersonii)‏ هي نوع من البكتيريا، سلبية الغرام، تتبع البوريليا.